# Felton
Felton város az USA Delaware államában,Kent megyében. Lakosainak száma 1316 fő (2020. április 1.). a 2019-ben a becsült lakosság szám 1414 fő

## Történet
1856-ban, amikor a vasutat Delaware-en keresztül dél felé építették, „nem állandó megállót” hoztak létre abban a pontban, ahol a Philadelphia, Wilmington és Baltimore vasútvonal keresztezte a Frederica (korábban Johnnycake Landing) és Berrytown (nyugatra fekvő közösség) útját (Felton). A gazdák árukat hoztak a vasútállomásra, amelyeket piacra akartak szállítani, és hamarosan falu kezdett kialakulni, amely a Felton nevet kapta a vasút elnökének, Samuel M. Feltonnak a tiszteletére, aki jelentős erőfeszítéseket tett a vasúti szolgáltatás Delaware központjában és déli részére történő eljuttatásában. Feltont először 1861-ben alapították, ekkor öt biztost neveztek ki, akiknek fel kellett mérniük a várost. A város határainak egy fél mérföldes négyzetnek kellett lenniük, amelyet a vasútvonal észak-déli irányban kettéválasztott. Ezt követően a biztosoknak évente négy alkalommal kellett találkozniuk, és felhatalmazást kaptak a jó kormányzást elősegítő rendeletek elfogadására. Konkrét feladataik között szerepelt az utcák és járdák fejlesztése, a díszfák telepítése, közszivattyúk készítése és javítása, a kellemetlenségek és tűzveszélyek elhárítása, valamint a béke megőrzése. Felton városának második alapítására csak nyolc évvel később, 1869-ben került sor. Az akkori alapító törvény nem mutatott változást a város határaiban. A helyi békebírót, aki a város elöljárója volt, hivatalból biztosnak és a Bizottság elnökének nevezték ki. Meg kellett választani a másik négy biztost. A biztosoknak havonta kellett találkozniuk, és maguk közül titkárt kellett kinevezniük az ülések rögzítésére és a város egyéb ügyeinek kezelésére. A biztosok általános feladatai nem változtak, de ez a Charta több útmutatást nyújt az új utcák és járdák kialakításához. Kent megyének az utcák javításában is segítséget kellett nyújtania az évi 100 dolláros előirányzat biztosításával. A biztosok felhatalmazást kaptak az utcák használatának szabályozására és a börtön építésére, valamint a béke megőrzésével kapcsolatos egyéb rendelkezésekre. Felton városát 1907-ben „The Commissioners of Felton” néven újra alapították. A település határai ismét nem változtak. A biztosok számának ötnek kellett lennie, ebből három független; ők két éven át tartó terminusokban kellett szolgálniuk. 1982-ben Felton városát újra létrehozták, és létrehoztak egy alapító okiratot. Az 1907 óta végrehajtott különféle módosításokat beépítették az új Alapokmányba, amely néhány további felülvizsgálatot is tartalmazott. A várost most Felton városaként alapították. A város határai között két további terület szerepelt, amelyeket 1976-ban népszavazás hagyott jóvá. Most mindazok szavazhattak, akik betöltötték a tizennyolcadik életévüket. A biztosok száma továbbra is öt volt, de most már mindenkinek a választások előtt legalább egy évig ingatlantulajdonosnak és a város lakójának kellett lennie. A biztosok kétéves ciklusokat töltöttek be, és havonta találkoztak a város üzleti tevékenységének lebonyolításában.

## Népesség
A népesség etnikai megoszlása ( 2010-ben)
912   70.3% fehér
245   18.9% afro-amerikai
68     5.2%  latin-amerikai
46     3.5%  egyéb
22     1.7%  ázsiai
4       0.3%  indián
A lakosok 23,2 % -a élt a szegénységi küszöb alatt 2017-ben

## Közlekedés
13-as főút észak-déli irányban halad át Feltonon a Dupont autópályán, északnak Dover felé, délnek pedig Harrington felé tart.  A Delaware állami 12-es út kelet-nyugat felé halad a Main Streeten Feltonon át, nyugatra a Maryland-i Greensboro felé keletre Frederica felé. A DART First State autóbuszjáratot biztosít Feltonból a 117-es járattal, amely észak felé Camden felé tart, hogy csatlakozzon a Dover környékét kiszolgáló helyi buszjáratokhoz, délre pedig Harrington felé. A Delmarva Központi Vasút észak-déli irányban halad át Feltonon